# Neanthes heteroculata
Neanthes heteroculata är en ringmaskart som först beskrevs av Hartmann-Schröder 1981.  Neanthes heteroculata ingår i släktet Neanthes och familjen Nereididae. Inga underarter finns listade i Catalogue of Life.